# Eberhard Troeger
Eberhard Troeger (* 22. März 1938 in Berlin) ist ein deutscher evangelischer Pfarrer der Evangelischen Kirche im Rheinland, Islamwissenschaftler und Autor.

## Leben und Wirken
Eberhard Troeger studierte nach dem Abitur in Schwetzingen von 1957 bis 1963 Evangelische Theologie in Wuppertal, Tübingen, Mainz und Göttingen. Danach folgte ein Vikariat in der Evangelischen Kirche im Rheinland. Seit 1963 betreibt er Studien zum Islam, zur Arabischen Welt und zur Geschichte Syriens. Von 1966 bis 1975 war er mit der Evangeliumsgemeinschaft Mittlerer Osten (EMO), Wiesbaden, in Assuan/Ägypten tätig und war danach von 1975 bis 1998 deren Leiter. Bis zum Eintritt in den Ruhestand 2003 war er weiterhin für die Missionsgesellschaft im Reise-, Vortrags- und Lehrdienst aktiv.
Troeger ist Mitbegründer des Arbeitskreises Islam und des Institutes für Islamfragen der Deutschen Evangelischen Allianz. Zwischen 1983 und 1991 war er erster Vorsitzender des „Arbeitskreises für evangelikale Missiologie“ (AfeM). Er ist Autor des Bibelbundes und Mitglied des Redaktionsteams der Zeitschrift des Institut für Islamfragen Islam und Christlicher Glaube. Islam and Christianity.
Troeger hat mit seiner 2017 verstorbenen Ehefrau Brigitte Troeger fünf Kinder und wohnt seit 1998 in Wiehl bei Gummersbach.

## Ehrungen
- 1997: George-W.-Peters-Preis[10]
- 2020: Lebens.Werk-Preis[11]

## Veröffentlichungen
- Islam im Aufbruch – Islam in der Krise?, Brockhaus Verlag, Wuppertal 1981, ISBN 978-3-417-12241-1.
- Kreuz und Halbmond: Was Christen vom Islam wissen sollten, Brockhaus ABC Team, Wuppertal 1996.
  - Titel der 2. Auflage: Islam im Aufbruch – Islam in der Krise?, Brockhaus-Verlag, Wuppertal 1981, ISBN 978-3-417-12241-1.
- Der Islam: Was Christen wissen sollten, Brockhaus-Verlag, Wuppertal 2002, ISBN 978-3-417-20603-6.
- Die Herausforderung des Islam: ausgewählte Aufsätze, VTR, Nürnberg 2007, ISBN 978-3-937965-79-6.
- Der Islam bei uns: Ängste und Erwartungen zwischen Christen und Muslimen, Brunnen-Verlag, Gießen 2007, ISBN 978-3-7655-3968-8.
- Zwischen Alexandrien und Kairo. Die evangelische Missionsarbeit in Unterägypten im 19. und 20. Jahrhundert (Reihe Evangelium und Islam; Bd. 8), VTR, Nürnberg 2013, ISBN 978-3-941750-68-5.
- Der Islam und die Gewalt, Brunnen-Verlag, Gießen 2016, ISBN 978-3-7655-4287-9.
- Kirche und Mission in Syrien im 19. und 20. Jahrhundert, Brunnen-Verlag, Gießen 2020, ISBN 978-3-7655-9576-9.

als Mitautor
- Nubien unter dem Kreuz. 1000 Jahre christlicher Geschichte im Sudan, (mit Gertrud von Massenbach und Roland Werner), Verlag der Evangeliumsgemeinschaft Mittlerer Osten (EMO)[12], Wiesbaden 1982.
- Mit Muslimen leben und über Jesus reden (mit Patrick Sookhdeo und Hans Staub), Brockhaus, Wuppertal 1982, ISBN 978-3-417-20334-9.
- Mission und Evangelisation im Orient (mit Julius Richter und Christof Sauer), VTR, Nürnberg 2006, ISBN 978-3-937965-45-1.

als Mitherausgeber
- Die Einzigartigkeit Jesu Christi als Grundfrage der Theologie und missionarische Herausforderung (mit Rolf Hille), Brockhaus-Verlag, Wuppertal 1993, ISBN 978-3-417-29377-7.
- Die Christen und der Islam: 13 Beiträge des Islam-Experten Eberhard Troeger, (Hrsg.: Idea-Dokumentation 2001/11)

Aufsätze
- 30 Tage Gebet für das Jahr 2004: Die Nusarier in Syrien (Memento vom 15. Mai 2016 im Webarchiv archive.today). In: Die Evangelische Allianz in Deutschland (EAD), 20. April 2004.

Arbeitshilfen der Lausanner Bewegung – Deutscher Zweig:
- Wenn Muslime zu Allah beten, 1997.
- Muslimischer Gebetsruf per Lautsprecher?, 1998.
- Christen und Muslime leben zusammen, 1998.
- Wenn Muslime zu Allah beten ..., 1999.
- Können Christen und Muslime gemeinsam beten?, 2000.